# Wilhelm Krampe
Wilhelm Krampe (né le 5 mai 1925 à Herbern et mort le 12 février 1986 à Hamm), surnom Brügger, est un homme politique allemand (CDU).

## Biographie
Après l'école, Krampe fait le service du Reich, est enrôlé dans la Wehrmacht et participe à la Seconde Guerre mondiale en tant que soldat. Il travaille ensuite comme secrétaire ouvrier. En 1964, il devient secrétaire diocésain du Mouvement des travailleurs catholiques (KAB).

## Parti politique
Krampe rejoint le NSDAP en 1943 (numéro de membre 9.469.100),  rejoint la CDU en 1947, est vice-président des comités sociaux de Westphalie et est élu président du groupe de travail des organisations de travailleurs chrétiens de Westphalie-Lippe en 1956.

## Parlementaire
Krampe est membre du conseil municipal de Hamm de 1952 à 1956 et de 1961 à 1974. Le 12 juillet 1958, il est élu au Landtag de Rhénanie-du-Nord-Westphalie.
Krampe est député au Bundestag à partir du 11 octobre 1966, date à laquelle il remplace le député retraité Friedrich Vogel, jusqu'en 1980. Il est toujours élu via la liste d'état de la CDU Rhénanie-du-Nord-Westphalie.

## Honneurs
- 1980: Officier de l'ordre du Mérite de la République fédérale d'Allemagne